# Choisille
Choisille – rzeka we Francji, przepływająca przez teren departamentu Indre i Loara, o długości 25,2 km. Stanowi prawy dopływ rzeki Loary.